# Hooikist

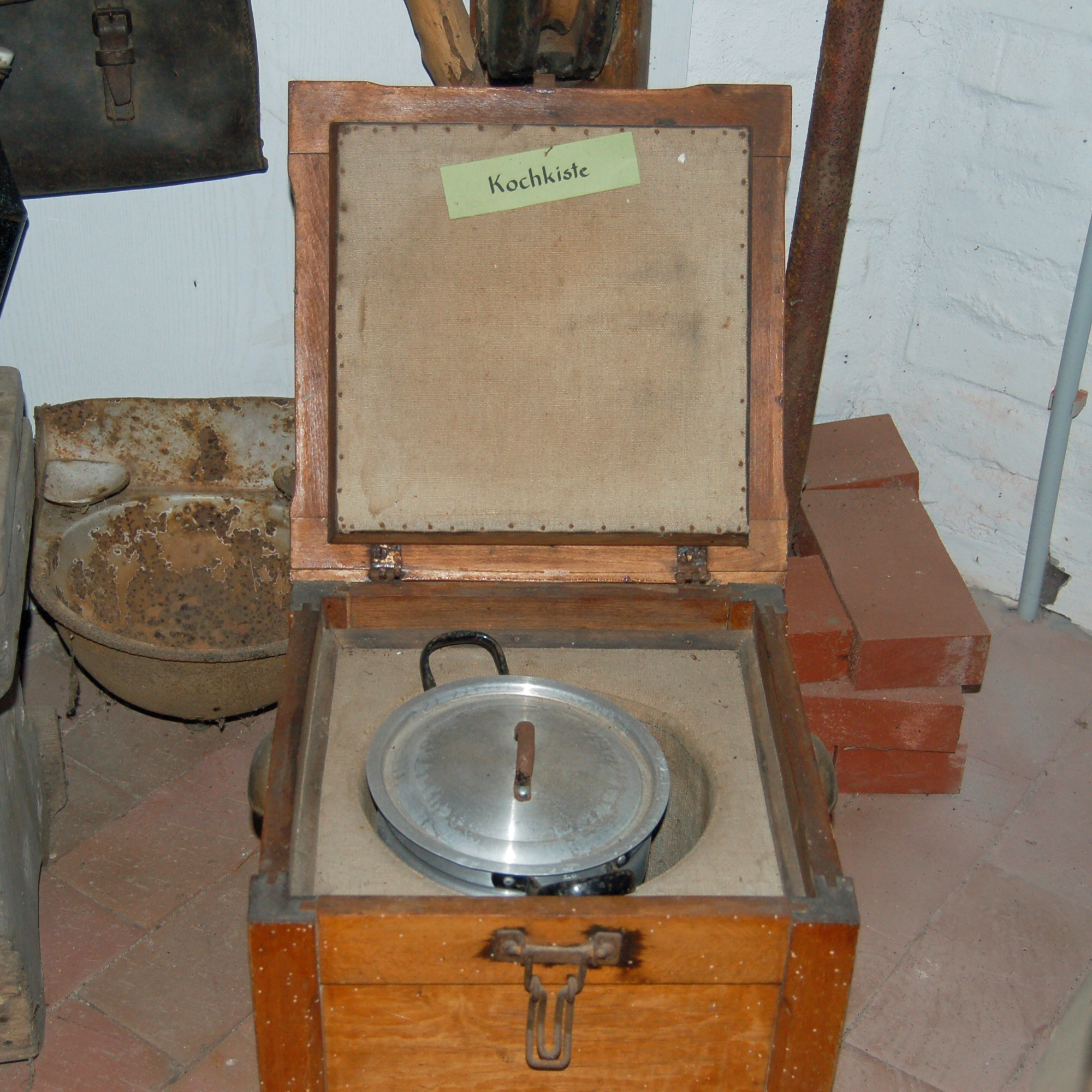
Fabrieksmatig gemaakte hooikist, Duitsland, eind 19e eeuw

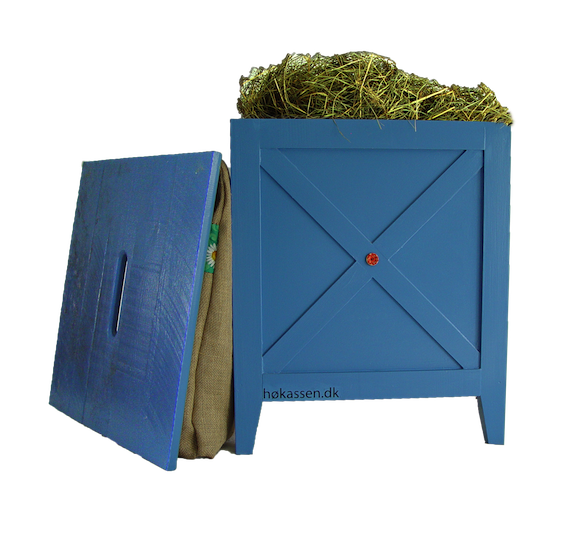
Moderne hooikist

Een hooikist is een isolerende (houten) kist gevuld met hooi, waarin plaats is voor één of meerdere pannen. De kist wordt gebruikt om voedsel gaar te laten worden zonder dat het voortdurende verhitting nodig heeft. Dat bespaart brandstof en een bijkomend voordeel is dat het voedsel tijdens het garen in de hooikist niet kan aanbranden.
Voedsel (aardappels of groente) wordt in een pan met water op het vuur gezet en aan de kook gebracht. Vervolgens wordt de pan met inhoud in de goed afgesloten hooikist gezet. Door de isolerende werking van het hooi gaat de temperatuur in de pan langzaam omlaag, en wordt het voedsel gaar. Doordat er toch enig warmteverlies optreedt, is de gaartijd langer dan bij permanente verhitting. Gerechten met een lange kookduur op lage temperatuur zoals bijvoorbeeld stoofpotten, rijst en pasta zijn bij uitstek geschikt om klaar te maken met behulp van een hooikist.
Kampeerders gebruiken het principe van de hooikist door een pan met aan de kook gebracht voedsel in een slaapzak te wikkelen. Zo is het tevens mogelijk om met één brander een maaltijd in verschillende pannen te bereiden.
In Nepal heeft Stichting Vajra in  vluchtelingenkampen op grote schaal hooikisten geïntroduceerd, om het gebruik van illegaal gekapt hout te beperken.